# Jeep CJ
Willys CJ – samochód terenowy klasy kompaktowej produkowany pod amerykańską marką Willys w latach 1945–1963 oraz jako Jeep CJ pod amerykańską marką Jeep 1963–1986.

## Pierwsza generacja

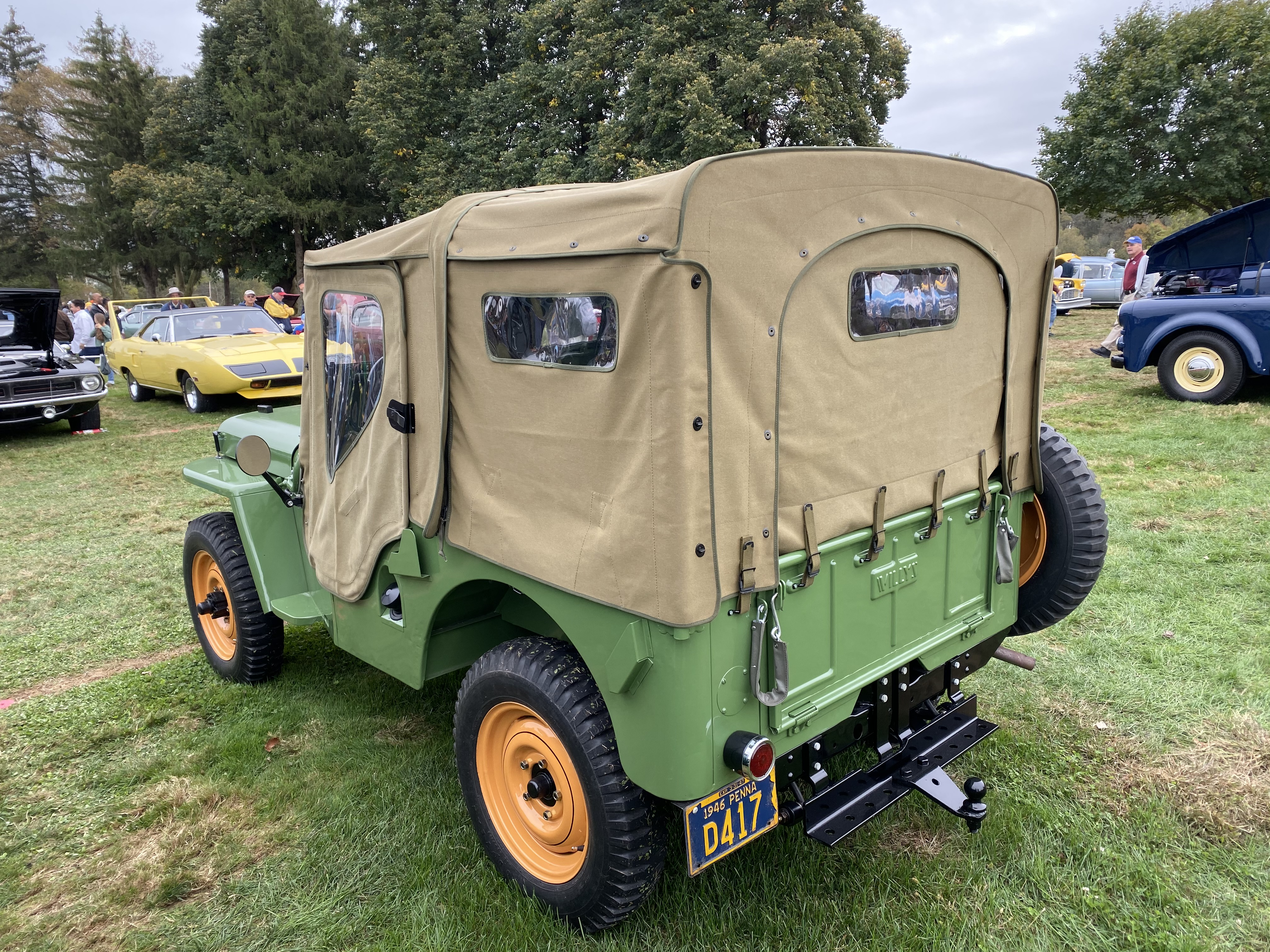
Willys CJ I - tył

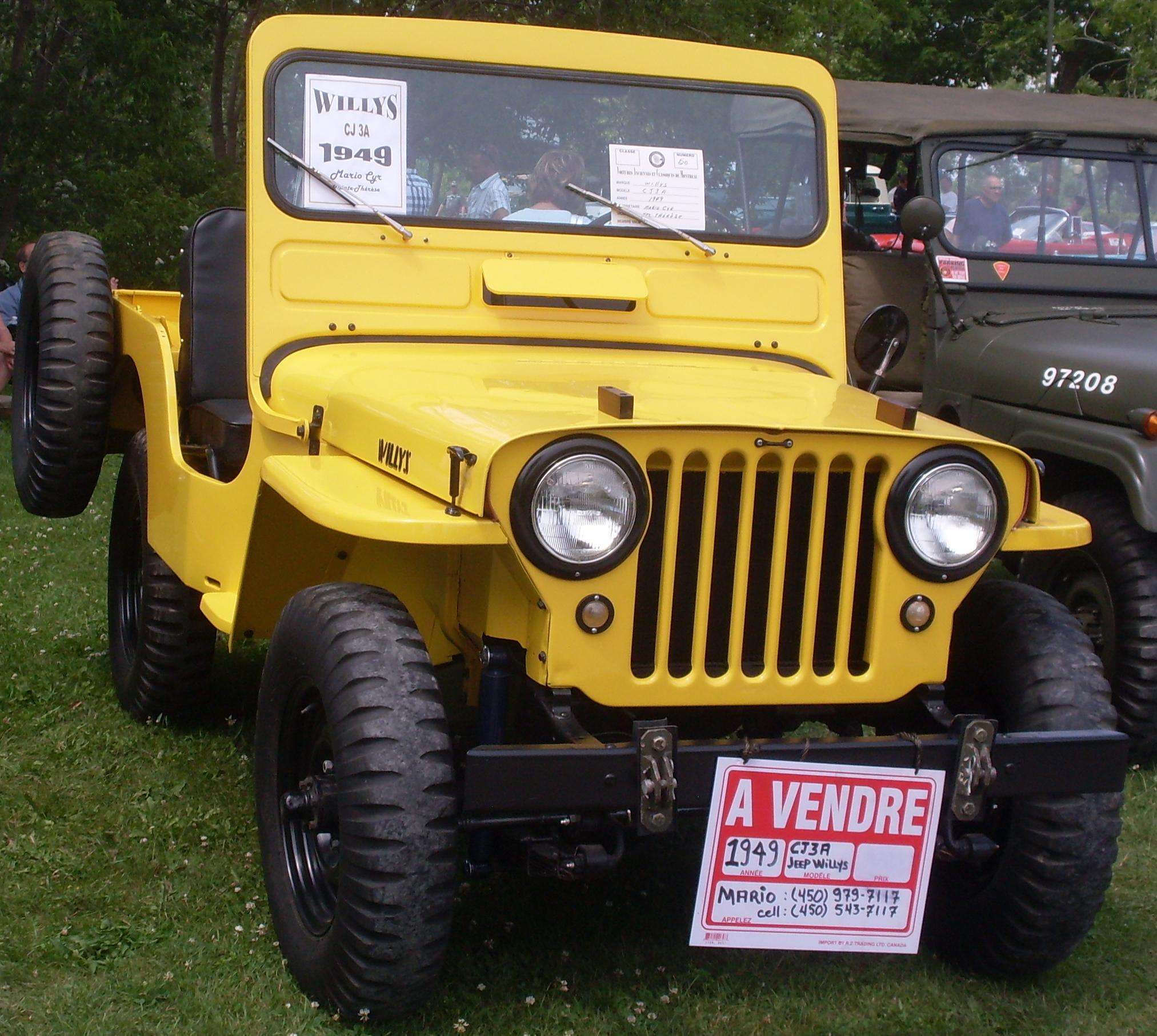
Willys CJ I po liftingu

Willys CJ I został zaprezentowany po raz pierwszy w 1945 roku.
Po tym, jak w 1944 roku Willys-Overland wyprodukował niewielki samochód terenowy na potrzeby wojska, rok później przedstawiono seryjny wariant z myślą o klientach prywatnych o kodzie fabrycznym CJ-2A. Pierwsza generacja Willysa CJ po raz pierwszy na masową skalę zastosowała charakterystyczne dla późniejszych modeli Jeepa proporcje nadwozia, z wyraźnie zaznaczonymi błotnikami, wypukłą maską, okrągłymi wąsko rozstawionymi reflektorami, a także pionowymi poprzeczkami atrapy chłodnicy.

### Lifting
W 1949 roku na rynek trafił gruntownie zmodernizowany Willys CJ I oznaczony kodem fabrycznym CJ-3A. Zmiany polegały na zamontowaniu pojedynczej przedniej szyby z otworem wentylacyjnym, a także zamontowaniu powiększonych reflektorów, które zachowały okrągły kształt. Zmodyfikowano także kształt błotników.

### Silniki
- L4 2.2l L134

## Druga generacja

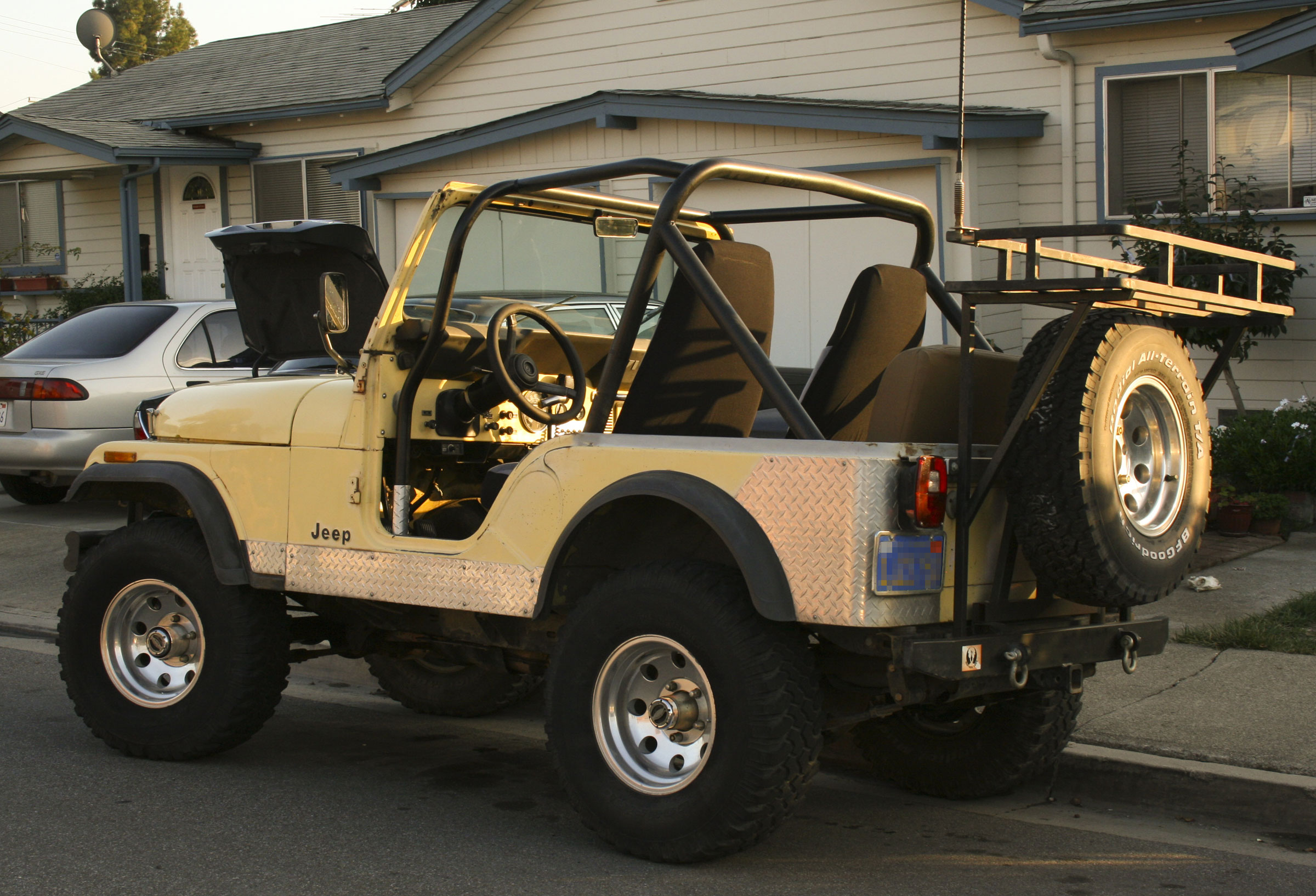
Willys CJ II - tył

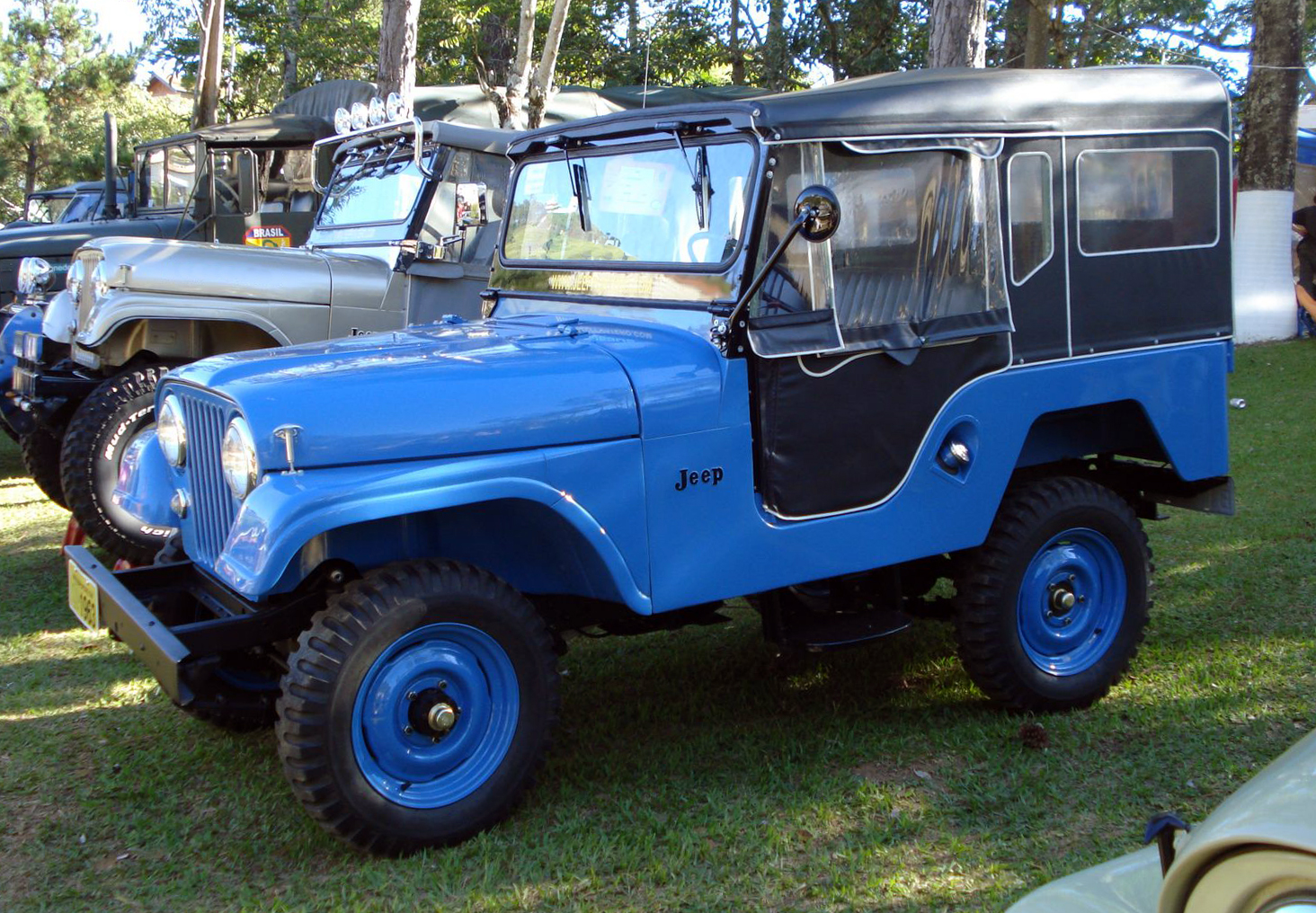
brazylijski Jeep CJ II

Willys CJ II został zaprezentowany po raz pierwszy w 1954 roku.
Druga generacja Willysa CJ została kodem fabrycznym CJ-5, przechodząc gruntowne zmiany konstrukcyjne i obszerne modyfikacje wizualne. Nadwozie zyskało większy rozstaw osi, a także znacznie szersze i dłuższe nadwozie. Na zmiany proporcji wpłynęła również nieznacznie obniżona karoseria, a także obszerniej zabudowane błotniki i bardziej oble ukształtowana tylna część nadwozia. Pas przedni rozwinął koncepcję z poprzednika, zachowując większe, okrągłe reflektory z pionowymi poprzeczkami.
Kabina pasażerska przeszła kolejne zmiany z myślą o klientach prywatnych. Pojawiły się miękkie obicia foteli, a także zdejmowana tylna ławka umożliwiająca opcjonalne powiększenie przedziału transportowego. Dach zachował formę miękkiego, składanego brezentu umieszczonego na stelażu, którego również można było zdemontować.

### Silniki
- L4 2.2l Willys
- L4 2.5l Iron Duke
- L4 3.1l Perkins
- L6 3.8l AMC
- L6 4.2l AMC
- V6 3.7l Dauntless
- V8 5.0l AMC

## Trzecia generacja

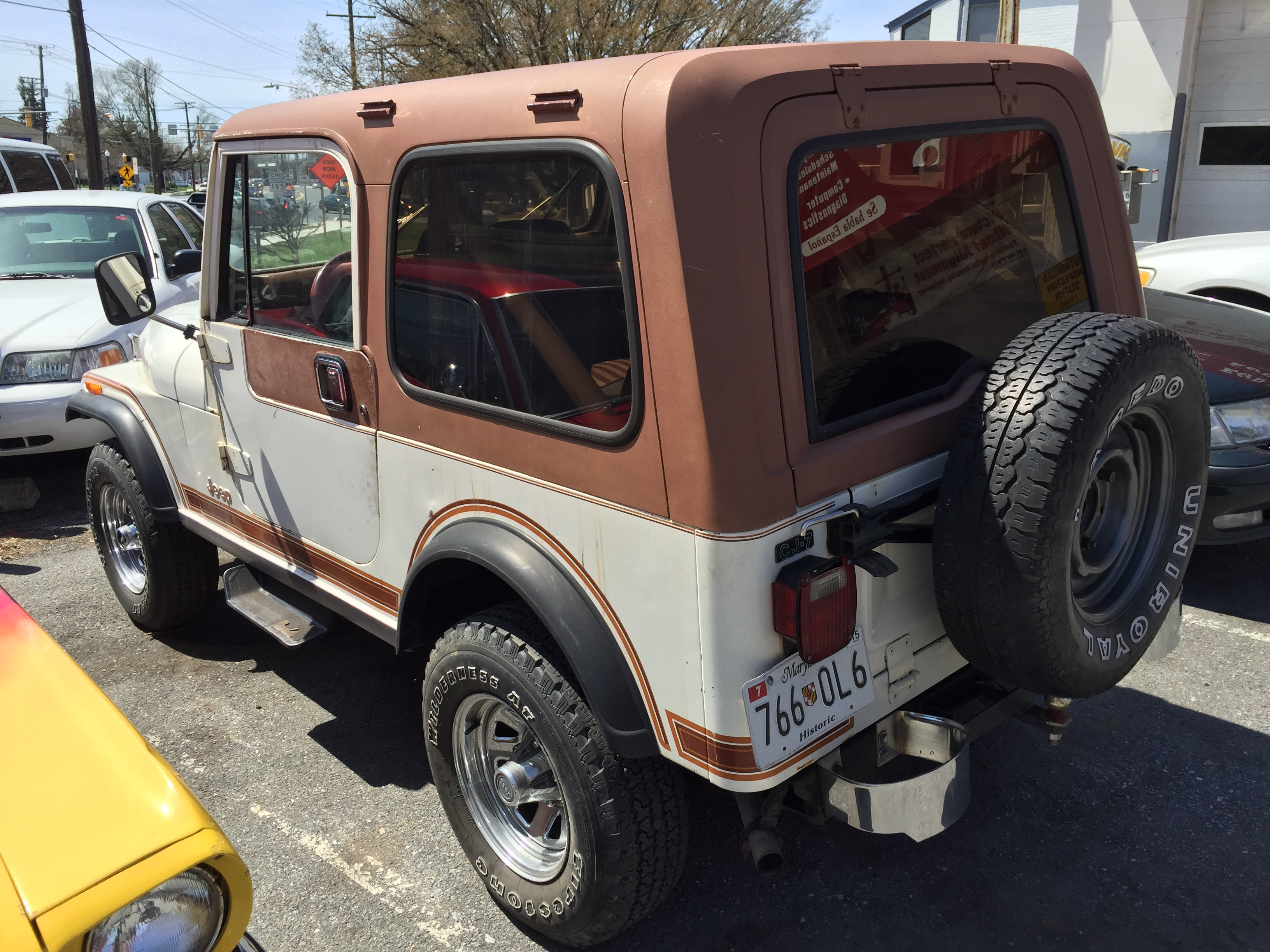
Jeep CJ III - tył

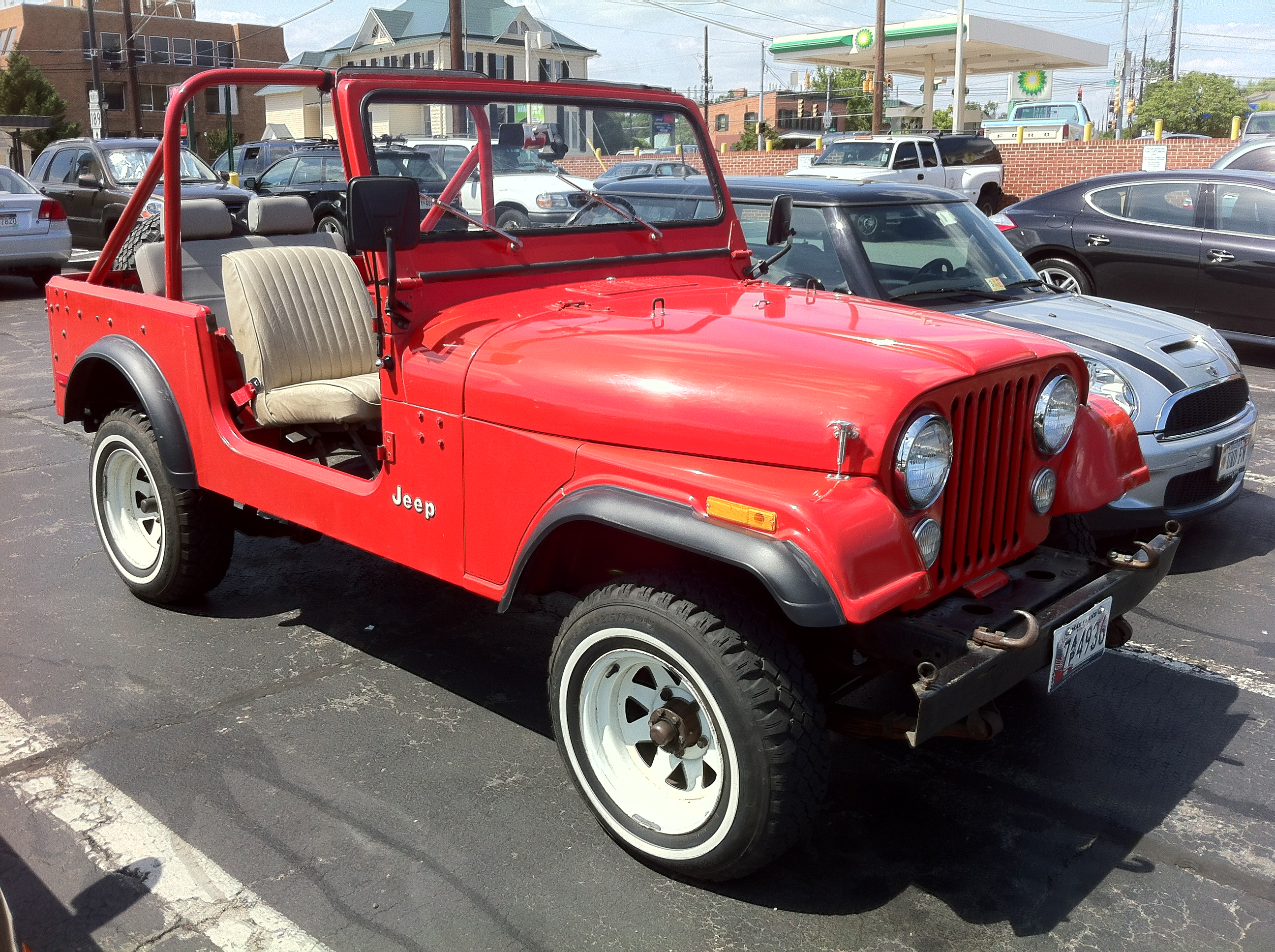
Jeep CJ III Cabriolet

Jeep CJ III został zaprezentowany po raz pierwszy w 1976 roku.
Trzecia i ostatnia generacja Jeepa CJ była kolejnym rozwinięciem projektu z poprzedników, w dalszym stopniu zmierzając w kierunku rozwiązań typowych dla cywilnych samochodów terenowych. Pojawiły się takie rozwiązania, jak boczne drzwi z szybami, dodatkowe zabudowania nadkoli, opcjonalne chromowane ozdobniki karoserii i masywniejsze nadwozie. Samochód ponownie stał się większy, zyskując zarówno na długości, jak i szerokości i rozstawie osi. Opcjonalnym rozwiązaniem ponownie była odmiana z demontowanymi drzwiami i dachem.

### Koniec produkcji i następca
Produkcja Jeepa CJ zakończyła się w 1986 roku, kiedy to Jeep podjął decyzję o przedstawieniu następcy pod nową nazwą - Wrangler. Pojazd kontynuuje pod kątem stylistycznym koncepcję linii modelowej CJ.

### Silniki
- L4 2.4l Isuzu
- L4 2.5l AMC
- L4 2.5l Iron Duke
- L6 3.8l AMC
- L6 4.2l AMC
- V8 5.0l AMC